# Paul Touvier et l'Église
Paul Touvier et l'Église : rapport de la commission historique instituée par le cardinal Decourtray est un ouvrage collectif de sept historiens dirigé par René Rémond, demandé par le cardinal Albert Decourtray, sur l'éventuelle complicité de l'Église catholique dans la fuite du milicien Paul Touvier.

## Origine
Paul Touvier, né dans une famille catholique réactionnaire, est un ancien fonctionnaire collaborationniste du régime de Vichy. Il est condamné à mort en 1946 et en 1947 pour un des nombreux crimes commis lors de cette période. Fugitif, il est gracié en 1971, mais des plaintes pour crimes contre l'humanité imprescriptibles sont déposées contre lui. Il repart en cavale dans des réseaux catholiques, puis est finalement arrêté en 1989, condamné en 1994 à la réclusion criminelle à perpétuité.
En juin 1989, un mois après l’arrestation de Paul Touvier, le cardinal Albert Decourtray décide de constituer une commission d’historiens afin de connaitre le rôle précis de l’Église catholique dans la fuite de Paul Touvier pour échapper à la justice.
Albert Decourtray confie cette mission à l'historien René Rémond qui lui même choisit 6 autres historiens, à savoir : Jean-Pierre Azéma, spécialiste de la Seconde Guerre mondiale et plus particulièrement de l'histoire du régime de l'État français (dit « régime de Vichy ») et de la Résistance, François Bédarida, directeur de l'Institut d'histoire du temps présent de 1978 à 1990 et secrétaire général du Comité international des sciences historiques de 1990 à 2000, Gérard Cholvy de l'université Paul Valéry de Montpellier, Yves-Marie Hilaire de l'université Lille III et deux Lyonnais, Bernard Comte et Jean-Dominique Durand, professeurs à l’Université Lyon II. De plus, le théologien Jean Dujardin représente Albert Decourtray au sein de la commission.

## Présentation

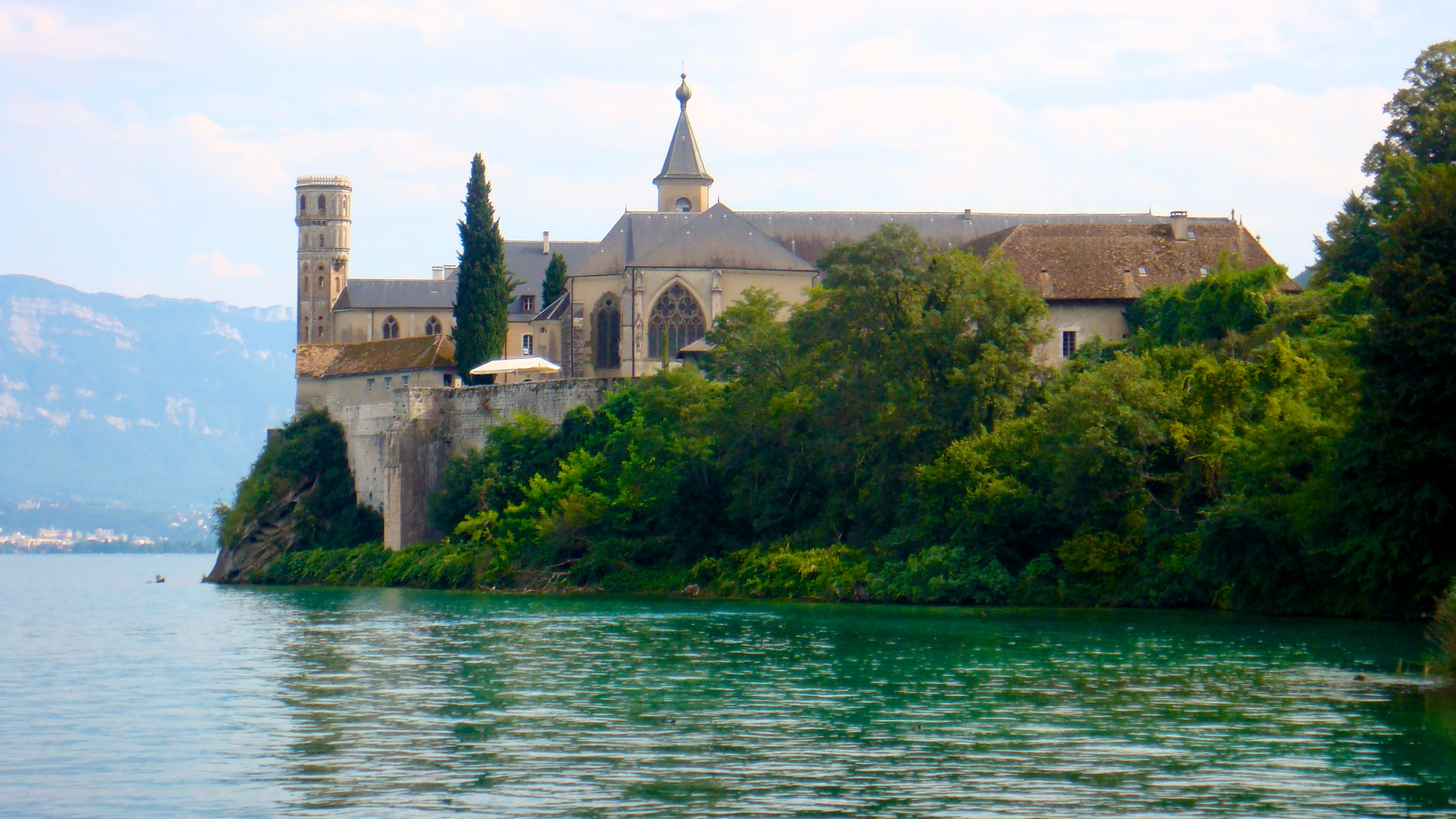
Hautecombe en Savoie.

Les soutiens de l'Église catholique en France à Paul Touvier dépassent largement le cadre du diocèse de Lyon. Les réseaux ecclésiastiques comprennent des prélats d'un certain rang et bien placés, des congrégations de toutes obédiences, depuis les bénédictins traditionalistes des abbayes de Saint-Pierre de Solesmes et de Notre-Dame de Fontgombault, à des prieurés intégristes de Marcel Lefebvre comme le prieuré Saint-Joseph de la Fraternité sacerdotale Saint-Pie-X à Nice et à des abbayes plus classiques comme celles de Hautecombe, la Grande Chartreuse ou Notre-Dame de Tamié.
Les rédacteurs du rapport Rémond expliquent le mode de fonctionnement des filières ecclésiastiques. Ainsi quand une communauté accueille Paul Touvier, elle le recommande à une communauté proche qui reçoit l'ancien milicien à son tour et de même pour la prochaine cachette. Cette succession d'accueils est favorisée par deux paramètres. D'une part, le nom de Touvier et les accusations portées à son encontre sont peu médiatisés à l'époque, et d'autre part, seul le responsable de la communauté connait l'identité des personnes hébergées. Par exemple, il est accueilli, sous le faux nom de Paul Berthet au sein du centre de retraite de Notre-Dame du Châtelard, dirigé par les jésuites, à Francheville dans la banlieue de Lyon.

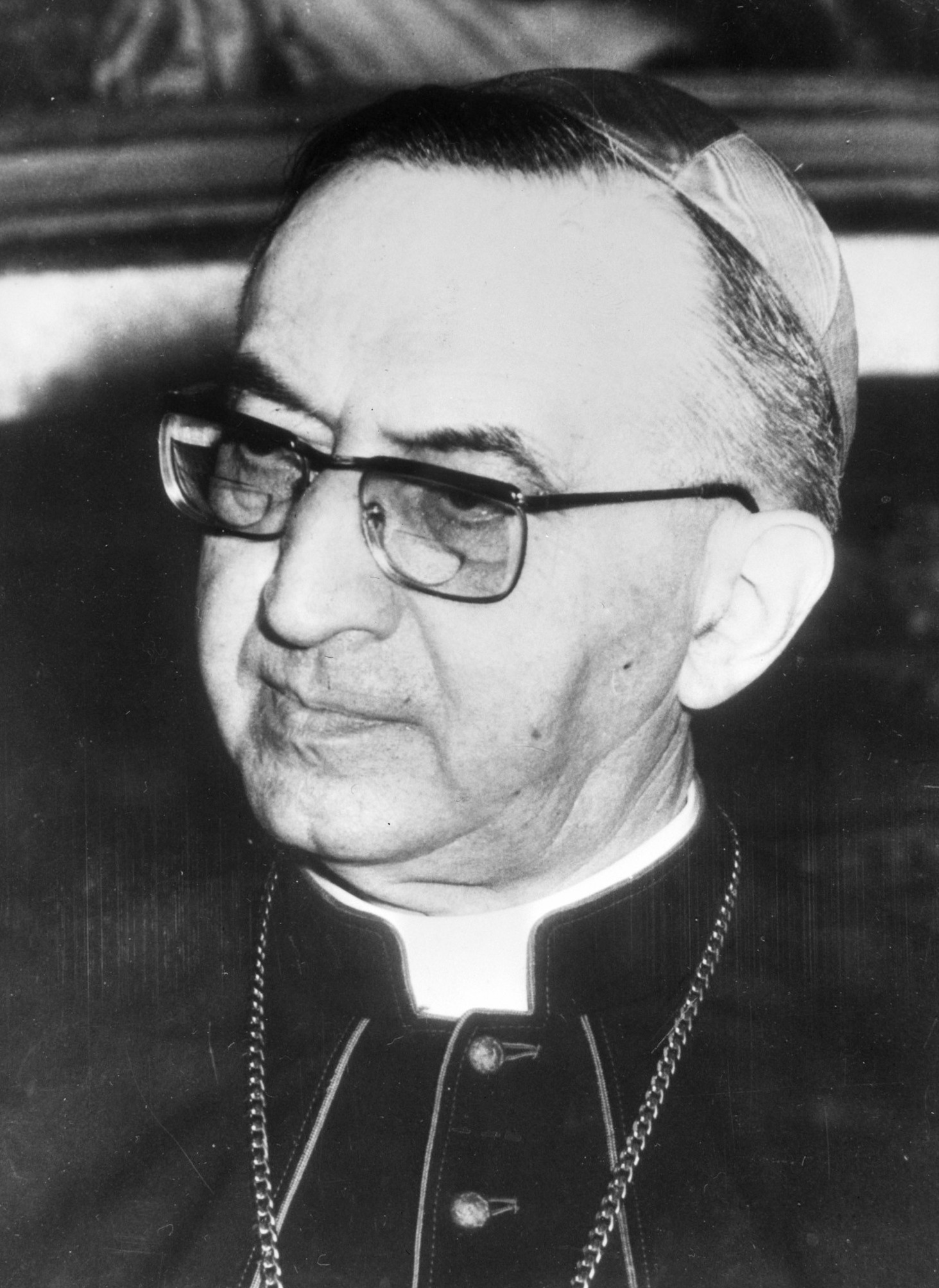
Le cardinal Jean-Marie Villot (1978).

Par contre, ces arguments ne peuvent pas s’appliquer aux personnalités qui ont travaillé pour obtenir la grâce ou la réhabilitation de l'ancien milicien Paul Touvier,. Ainsi Jean-Marie Villot, cardinal secrétaire d'État qui préside la secrétairerie d'État du Saint-Siège, s'intéresse à son amnistie dès 1958 et écrit directement à Georges Pompidou pour obtenir sa grâce en 1970. De même, Charles Duquaire, secrétaire particulier de Pierre Gerlier, archevêque de Lyon de 1937 à 1965 et primat des Gaules, consacre l'essentiel de son temps à aider Paul Touvier. Pierre Gerlier soutient son secrétaire : « J'approuve tout ce qu'écrit Mgr Duquaire, en souhaitant moi-même qu'une mesure de clémence, vraiment très désirable, puisse intervenir ». De plus, les rédacteurs de Paul Touvier et l'Église rappellent les correspondances de Pierre Gerlier avec le maréchal Philippe Pétain : « Dans le désarroi présent des esprits et des cœurs, au milieu de tant de haines fratricides, votre courage et votre sérénité, affirmés hier encore dans votre message, nous font du bien » (le 27 décembre 1943) ; « Votre noble déclaration d'hier soir, Monsieur le maréchal, l'émotion qui l'inspirait, le sentiment chrétien qui l'illuminait ont ému profondément nos âmes » (le 22 avril 1944). Cette vénération de Pétain ne signifie pas pour autant une approbation de la politique antisémite de Vichy, ni des atrocités de la milice. 
D'autres membres de l'Église participent à la protection de Paul Touvier et lui obtiennent des caches comme Bernard Lalande, secrétaire du cardinal Emmanuel Suhard et membre de Pax Christi, Jean Rodhain, aumonier des prisons, et son successeur Pierre Duben, Dom Emmanuel, prieur de la Chartreuse de Portes, Edouard Dupriez, abbé d'Hautecombe. Par ailleurs, l'adresse de la carte d'identité de Paul Touvier fut un temps (en 1967, alors qu'il est interdit de séjour dans le Rhône) celle de l'archevêché de Lyon,.
Certains ecclésiastiques, « plus discrets », interviennent en faveur de Touvier pour obtenir une grâce. C'est le cas d'Alfred Ancel, supérieur général de l'institut du Prado et évêque auxiliaire de Lyon, Lucien Bourgeon qui se présente comme aumonier du général de Gaulle ou encore Raymond Léopold Bruckberger qui serait intervenu auprès de Georges Pompidou au début des années 1970.
Pour sa part, le philosophe Gabriel Marcel, représentatif de l'existentialisme chrétien, adresse en novembre 1970 une demande de clémence à Georges Pompidou. Mais une ancienne résistante, Simone Saint-Clair, l'alerte sur les crimes de Touvier. Il se renseigne auprès de parents lyonnais et s'entretient avec le commissaire Jacques Delarue qui suit ce dossier. Il change alors d'avis et déclare à l'abbé Grouet : « Cet homme est un scélérat qui m'a menti sur toute la ligne. Si vous me dites qu'il a expié et qu'il s'est amendé, je vous répondrai que la seule contrition qui vaille se traduit par le besoin impérieux de dire la vérité, de reconnaître ses crimes ».
En 1989, Paul Touvier est enfin arrêté au prieuré traditionaliste Saint-Joseph, caché par l'ordre des chevaliers de Notre-Dame, à Nice. C'est au tour d'André Poisson, prieur de la Grande Chartreuse, et d'Antoine Forgeot de l'abbaye Notre-Dame de Fontgombault de se porter garants pour obtenir, sans réussir, sa mise en liberté provisoire.

## Accueil critique
La rédaction du Monde indique : « René Rémond éclaire vivement l'étrange concubinage de l'Eglise catholique et de l'ancien milicien Paul Touvier », l'existence des réseaux d'ecclésiastiques protégeant Touvier, de 1944 à 1989, est clairement établie.
Pour Jacques Decornoy, journaliste du Monde diplomatique, il s'agit d'un « grand document de sociologie : ses auteurs, depuis l’analyse du terreau familial de Touvier jusqu’à leur courageux essai d’explication final, dévoilent des pans entiers d’une France dite profonde ».
L'historienne Bénédicte Vergez-Chaignon considère que le rapport Rémond montre des « errements individuels » de membres de l'Église catholique « commandés parfois par une proximité idéologique, parfois par une vision non discernée du droit d’asile aboutissant à une complicité par omission ».

## Publication
- René Rémond (dir.), Jean-Pierre Azéma, François Bédarida, Gérard Cholvy, Bernard Comte, Jean Dujardin, Jean-Dominique Durand et Yves-Marie Hilaire, Paul Touvier et l'Église – Rapport de la commission historique instituée par le cardinal Decourtray, Paris, Fayard, coll. « Pour une histoire du XXe siècle », 1992, 417 p. (ISBN 978-2-213-64841-5, lire en ligne)